# Brachypoda setosicaudata
Brachypoda setosicaudata är en kvalsterart som beskrevs av Herbert Habeeb 1953. Brachypoda setosicaudata ingår i släktet Brachypoda och familjen Axonopsidae. Inga underarter finns listade.